# C4型光合成
C4型光合成（C4がたこうごうせい）とは、光合成の過程で一般のCO2還元回路であるカルビン・ベンソン回路の他にCO2濃縮のためのC4経路を持つ光合成の一形態である。C4経路の名はCO2固定において、初期産物であるオキサロ酢酸がC4化合物であることに由来する。C4型光合成を行なう植物をC4植物と言い、維管束鞘細胞にも発達した葉緑体が存在するのが特徴である。これに対してカルビン・ベンソン回路しか持たない植物をC3植物という。
1950年代および1960年代初頭に、ヒューゴ・P・コーチャックおよびユーリ・カルピロフによって、一部の植物が立証されているC3型炭素固定を使わずに最初の段階でリンゴ酸およびアスパラギン酸を生産していることが示された。C4経路は最終的にオーストラリアのマーシャル・デビッドソン・ハッチとC・R・スラックによって1966年に詳細に解明された。このため、C4経路はハッチ＝スラック回路と呼ばれることもある。

## 概要
C3植物は高温や乾燥などの気孔が閉じがちになる条件下ではCO2を集めにくくなるが、C4植物はそうした条件を回避して気孔を開け、CO2を固定しておくことが可能である。高温や乾燥、低CO2、貧窒素土壌と言った、植物には苛酷な気候下に対応するための生理的な適応であると考えられる。
当初は炭素数4のリンゴ酸が初期産物だと思われていたが、後に誤りであることが判った。
乾燥などの悪条件がなく、気孔を閉じておく利点が特にない環境では、CO2の固定のためにC3植物に比べて余分のエネルギーが必要になる。したがってそのような環境にはあまり適さない一方で、乾燥した草原や、畑の作物としては望ましい性質であると言える。作物ではトウモロコシや雑穀類がC4植物であり、イネやコムギといった主要作物はC3植物である。他方で、熱帯で農業に甚大な被害をもたらす雑草の中には、作物よりよく環境に適応したC4植物が含まれている。
以上のようなC4植物のメリットを踏まえて、主要作物をC4化する研究が行われている。

## C4植物の分類

NADP-ME型C_{4}経路

NAD-ME型C_{4}経路

PEPCK型C_{4}経路

C4経路には大きく分けて3種類あり、これらのうちどの経路が主なCO2濃縮機構であるかによって、C4植物は3つのサブタイプに分類される。どのサブタイプも、葉肉細胞でホスホエノールピルビン酸（PEP）にCO2（真の基質はHCO3-）を固定しオキサロ酢酸（炭素数4）を生成し、その後さまざまな物質に変換され、維管束鞘細胞で脱炭酸酵素によってCO2が再放出され、カルビン・ベンソン回路に取り込まれる。以下の3つのサブタイプの名称は、維管束鞘細胞でCO2を再放出する際（脱炭酸）に働く酵素名によって付けられている。なお、MEはリンゴ酸酵素(malic enzyme)の略である。

### NADP-ME型
トウモロコシ、サトウキビ、ソルガム、ススキなどがこのタイプに含まれる。NADP-ME型はまず葉肉細胞の細胞質基質で、取り込んだCO2を水和させHCO3-にし、それをPEPとPEPカルボキシラーゼ（PEPC）を用いてオキサロ酢酸にする。オキサロ酢酸は葉緑体に取り込まれ、リンゴ酸デヒドロゲナーゼ（MDH）の働きによって直ちにリンゴ酸（炭素数4）に還元される。この還元力にはNADPHが利用される。リンゴ酸は葉緑体から細胞質基質へ放出され、濃度勾配に従って原形質連絡を経由し、維管束鞘細胞へと移動する。維管束鞘細胞でリンゴ酸は葉緑体に取り込まれる。リンゴ酸はNADP+と反応してピルビン酸（炭素数3）となり、同時にNADPHとCO2が生成される。この脱炭酸の際に働く酵素がNADP-リンゴ酸酵素 (NADP-ME) である。ここで生成されたCO2はカルビン - ベンソン回路に入る。また、ピルビン酸は維管束鞘細胞の細胞質基質へ放出され、濃度勾配に従って原形質連絡を経由して葉肉細胞へと移行し、ここで葉緑体へ取り込まれる。取り込まれたピルビン酸は、ATPのエネルギーを用いて再びPEPとなる。ピルビン酸をPEPにする際にATPが利用されるが、この反応を触媒する酵素をピルビン酸・リン酸ジキナーゼ（PPDK）という。PPDKはピルビン酸と無機リン酸をATPのエネルギーを使ってPEPとピロリン酸に変え、ATPは高エネルギーリン酸結合を2個失いAMPとなる。このAMPをATPに戻すために2分子のATPが用いられる。したがって、NADP-ME型では1分子のCO2濃縮に2分子のATPが必要である。

### NAD-ME型
キビ、シコクビエなどがこのタイプに含まれる。NAD-ME型はまず葉肉細胞で、取り込んだCO2を水和させHCO3? にし、PEPCを用いてPEPをオキサロ酢酸にする。オキサロ酢酸にアミノ基が付加しアスパラギン酸となり、濃度勾配に従って原形質連絡を経由し、維管束鞘細胞へと移行する。維管束鞘細胞においてアスパラギン酸はミトコンドリアに取り込まれ、脱アミノ反応によって再びオキサロ酢酸となる。オキサロ酢酸はNADHによってリンゴ酸へと還元され、リンゴ酸はNAD-ME（NAD-リンゴ酸酵素）によって脱炭酸反応が起き、NADHとピルビン酸とCO2を生成する。CO2は拡散によって、密接して並ぶ葉緑体へ移行しカルビン・ベンソン回路で再固定される。ピルビン酸は細胞質基質へ放出され、アミノ基が付加されてアラニンになる。アラニンは濃度勾配に従って原形質連絡を経由し、葉肉細胞へと移行する。葉肉細胞においてアラニンは再び脱アミノ化されてピルビン酸に戻り、葉緑体へ取り込まれる。この後はNADP-ME型と同様に、2分子分のATPエネルギーを使ってPEPへと戻る。NAD-ME型においても1分子のCO2濃縮には2分子分のATPが必要である。

### PEP-CK型
PCK型ともいう。ギニアキビ、ローズグラス、ニクキビなどがこのタイプに含まれる。PEP-CK型は脱炭酸酵素にホスホエノールピルビン酸カルボキシキナーゼが使われている。PEP-CK型のCO2濃縮機構は非常に複雑である。また、現在考えられている機構においても、葉肉細胞と維管束鞘細胞との間でアミノ基のバランスが取れないなどの矛盾が指摘されており、まだ完全に解明されているとはいえない。

## C_{3}植物との違い

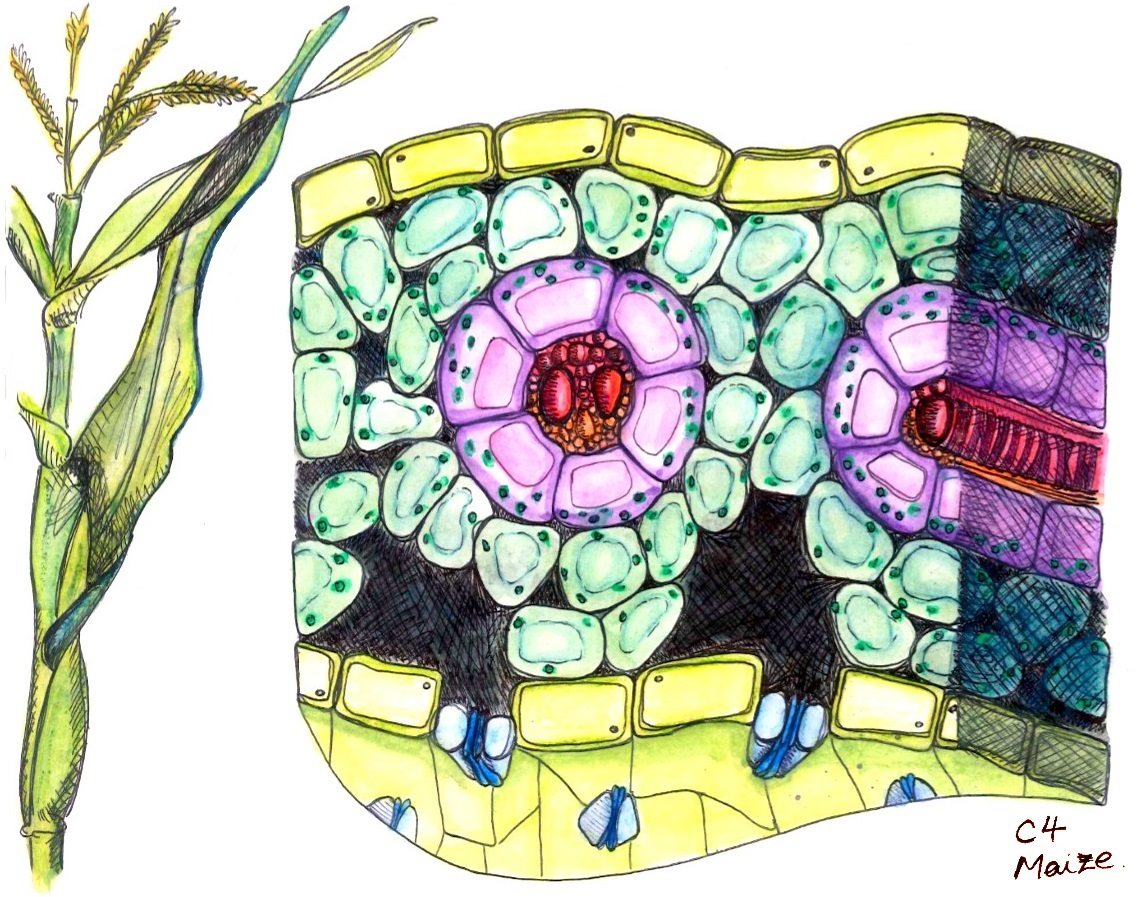
C4植物であるトウモロコシの葉の横断面図。クランツ構造が示されている。

## C3植物との違い

### 構造上の違い
C4植物の葉の横断面を観察すると、維管束の周りを取り囲むように維管束鞘細胞が配列し、その周りを葉肉細胞が取り囲んでいる様子が認められる。これはまるで花環のように見えるので、クランツ構造（Kranz：ドイツ語で花環の意味）と呼ばれている。C3植物ではこのようなクランツ構造は認められない。C3植物の葉緑体は葉肉細胞では発達しているが、維管束鞘細胞ではあまり発達しない。しかし、C4植物では維管束鞘細胞にも発達した葉緑体が存在するのが特徴である。

### 生理的な違い
このC4植物は一般的な植物であるC3植物に比べ、維管束鞘細胞が発達しており、この中にも葉緑体が存在する。そのため、C4植物は、通常は葉肉細胞で行うカルビン・ベンソン回路を維管束鞘細胞で行う。C3植物はRubisCOを用いてCO2を固定するのに対し、C4植物はPEPCを用いる。このことは光呼吸の面からは有利に働く。通常、C3植物のCO2補償点は40～100 ppmであるが、これは高温になると上昇し、大気中のCO2濃度（350 ppm）に近づく。そのため、成長速度が制限される可能性が高くなる。一方、C4植物ではCO2補償点は2～5 ppmと低い。また、C4植物はC3植物に比べ水分使用率（光合成に利用する水と蒸散で失う水の比）が高い。これは半乾燥状態での生育が可能である事を意味する。さらに、C4植物はC3植物に比べ、窒素利用効率が高い。この要因として、ひとつはC4経路によるCO2濃縮機構により、RubisCOのオキシゲナーゼ反応がほとんど起こらなくなることが挙げられる。この結果、RubisCOの生成量が少なくてすむ。RubisCOは量的に、C3植物では全タンパク質の50%ほどを占めるので、RubisCOの量を節約できるC4植物は窒素利用効率が高くなる。もうひとつの要因としては、光呼吸による窒素の再放出が起こらないことが挙げられる。加えて、C4植物はC3植物に比べ、光利用効率も高い。過剰な光は光化学系IIや光化学系Iの還元力を蓄積させ、活性酸素を発生させるので植物にとって害となるため、光を蛍光や熱として散逸させたり、光呼吸で還元力を消費させたり、集光アンテナの効率を悪くさせたり（キサントフィルサイクル）することにより、強光から自身を防御している。C4植物は、C4経路によって効率よく炭酸固定が進むため、C3植物と比べると光化学系IIや光化学系Iの還元レベルが光合成の律速段階とはなりにくい。このため、C3植物が利用しきれないような量の光も利用できる。これらの理由から、高温、乾燥、強光下、貧窒素土壌ではC4植物はC3植物に比べ有利である。ただし、前述のようにC4経路でATPが2分子余計に必要になるため、光呼吸の影響が少ない地域ではC3植物が有利である。

## C4植物の出現と進化
C4植物は、白亜紀（およそ1億3500万年前から6500万年前）に初めて出現したといわれている。しばらくは細々と生育していたと見られるが、700万年前に著しく増加した。この時期は、大気中のCO2濃度が著しく減少した時期と重なる。低CO2濃度条件においては、C3植物よりも光呼吸が少ないC4植物のほうが生育に有利である場合が多い。こうした事情を踏まえて、C4植物は低CO2に適応して進化したという説もある。また、前述のようにC4植物は水利用効率がよいので、乾燥に対する適応で進化したと考える説もある。ところで、C4植物は多元的に進化していることが知られている。すなわち、進化の起源が複数ある。単子葉植物と双子葉植物の両方にC4植物が見られることから、両者が分かれる前に、被子植物にはC4植物に特異的な一連の遺伝子群が備わっていたと考えられる。つまり、C3植物ではその遺伝子群の発現のスイッチがオフになっており、C4植物ではオンになっていると考えることができる。実際にC3植物のイネなどでは、C4経路では働くがC3植物の光合成には関与しないPEPC、PPDKなどの遺伝子の存在が確認されている。

## C4植物の例
- ヒユ科 (Amaranthaceae)
  - ハゲイトウ類
- イネ科 (Poaceae)
  - トウモロコシ、サトウキビ、アワ、キビ、ヒエ、モロコシ（ソルガム）

## 関連文献
- 吉村泰幸「日本国内に分布するC4植物のフロラの再検討」『日本作物学会紀事』第84巻第4号、日本作物学会、2015年、386-407頁、doi:10.1626/jcs.84.386。